# Senoculus barroanus
Senoculus barroanus är en spindelart som beskrevs av Arthur M. Chickering 1941. Senoculus barroanus ingår i släktet Senoculus och familjen Senoculidae.
Artens utbredningsområde är Panama. Inga underarter finns listade i Catalogue of Life.